# Agrilus pseudoostrinus
Agrilus pseudoostrinus é uma espécie de inseto do género Agrilus, família Buprestidae, ordem Coleoptera.
Foi descrita cientificamente por Jendek, 2000.